# Tuczno (jezioro w powiecie łobeskim)
Tuczno (potocznie Jezioro Dobre) – jezioro na Pojezierzu Ińskim, położone w woj. zachodniopomorskim, w powiecie łobeskim, w gminie Dobra. Powierzchnia jeziora wynosi 13,60 ha. Jezioro zostało włączone w granice administracyjne miasta Dobra, w jego południowo-zachodniej części.
W typologii rybackiej jest jeziorem linowo-szczupakowym.
Jezioro znajduje się w zlewni strugi Dobrzenicy, w północno-zachodnim krańcu Pojezierza Ińskiego.
W 1955 roku zmieniono urzędowo niemiecką nazwę jeziora – Groß Teez See, na polską nazwę – Ciecza. W 2006 roku Komisja Nazw Miejscowości i Obiektów Fizjograficznych w wykazie hydronimów przedstawiła nazwę Tuczno.

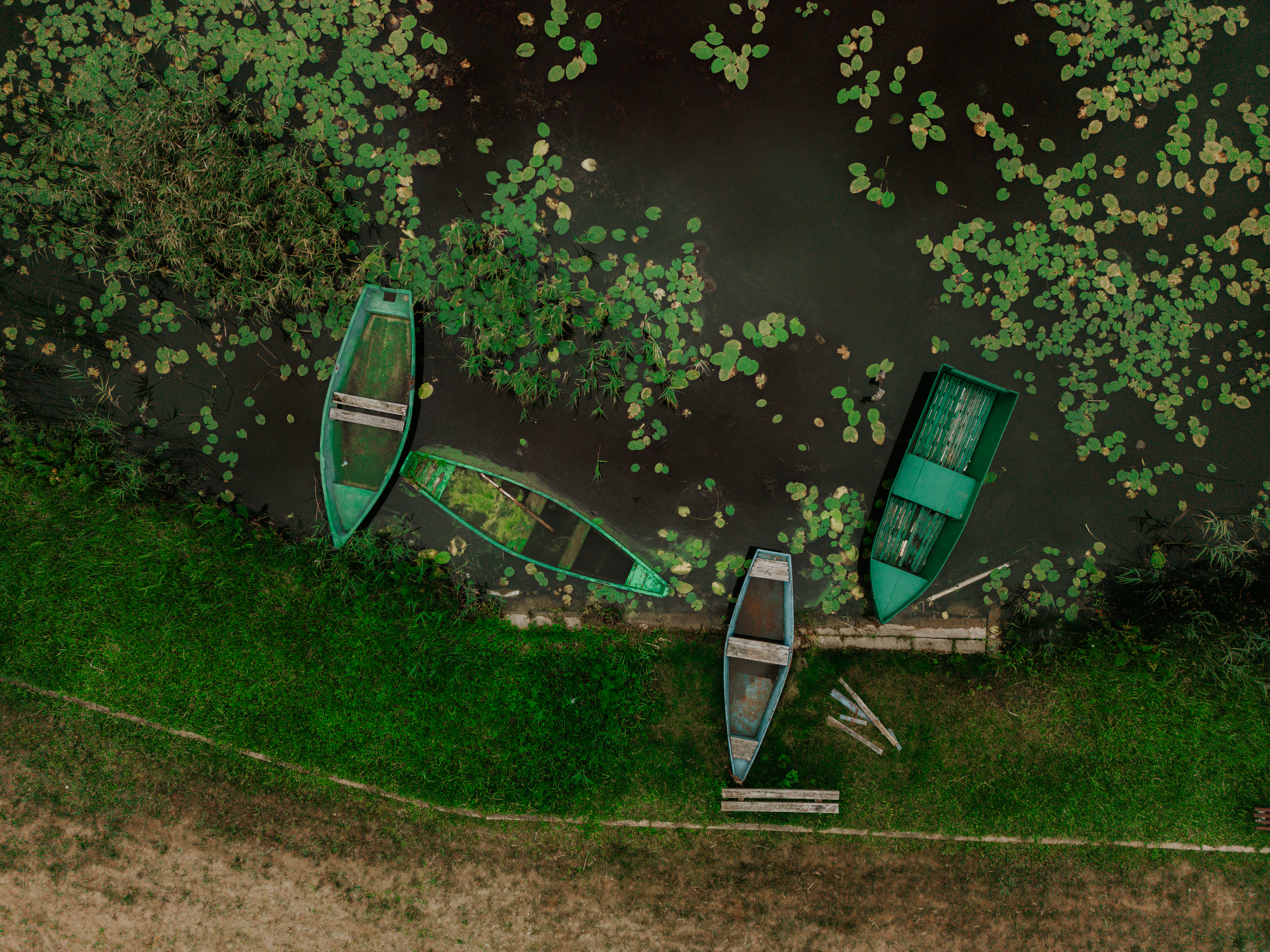
Łódki zacumowane przy linii brzegowej jeziora Tuczno nieopodal Dobrej.